# Francisco Manoel do Nascimento
Francisco Manoel do Nascimento (pseudonim: Filinto Elísio; n. 21 decembrie 1734, Lisabona, Portugalia – d. 25 februarie 1819, Paris, Franța) a fost un poet portughez. Dotat cu o cultură clasică⁠(d), el este ultimul reprezentant din literatura portugheză al formalismului⁠(d) promovat de Academia Arcadiană⁠(d). A fost acuzat de idei eretice de către Tribunal do Santo Ofício (adică Inchiziția portugheză⁠(d)) și a fost nevoit să se refugieze în Franța.
A fost un teoretician al literaturii și a creat o lirică de factură clasică (ode, epistole, epigrame și satire) într-un stil purist și arhaizant. Prin epistola Da arte poética portuguesa poate fi considerat un precursor al romantismului.